# Beaufort herceg híd
A Beaufort herceg híd (angolul: Duke of Beaufort Bridge) 1874-ben épült egykori vasúti híd a walesi Monmouth határában, a Wye folyó felett. Háromnyílású, egyvágányú vasúti híd, acél gerendahíd főtartóval, acélcsőből készített pilléreken. A hidat a város leghíresebb nemesi családjáról, a Beaufort hercegekről nevezték el.

## Története
A Ross és Monmouth vasútvonal 1873-ban érte el a várost. A vasútvonal végállomása a Wye folyó északi oldalán fekvő Monmouth Mayhill vasútállomás volt. A várost 1857-ben elérő Coleford, Monmouth, Usk és Pontypool vasútvonalnak a végállomása viszont a folyó déli oldalán volt (Monmouth Troy) ezért szükségessé vált egy, a folyót átívelő híd megépítésére. A háromnyílású acél gerendahidat 1874. május 1-jén adták át a forgalomnak. A híd a Monmouth Troy állomást Wyeshammel összekötő viadukttól nem messze, nyugati irányban épült meg. A vasútvonalat 1964. január 6-án zárták be. A hidat napjainkban gyalogosok használják. Egy helyi kerékpáros közlekedés javítását célzó helyi projekt keretén belül a híd teljes felújítását tervezik.